# Meryem Selloum
Meryem Selloum Fattah (ur. 12 czerwca 1983) – francuska zapaśniczka walcząca w stylu wolnym. Zajęła jedenaste miejsce na mistrzostwach świata w 2005 i 2006. Brązowa medalistka mistrzostw Europy w 2009 i 2010. Srebrna medalistka igrzysk śródziemnomorskich w 2009. Trzecia w Pucharze Świata w 2005, uniwersjadzie w 2005 i na uniwersyteckich MŚ z 2006 roku.